# Flash Gordon (film)
Flash Gordon este un film SF, thriller, de acțiune, comedie, fantastic, americano- britanic din 1980 regizat de Mike Hodges și  bazat pe benzile desenate omonime create de Alex Raymond. În rolurile principale joacă actorii Sam J. Jones, Melody Anderson și Ornella Muti.

## Distribuție
- Sam J. Jones ca Flash Gordon
- Melody Anderson ca Dale Arden
- Max von Sydow ca Emperor Ming the Merciless
- Chaim Topol ca Dr. Hans Zarkov
- Ornella Muti ca Princess Aura
- Timothy Dalton ca a Prince Barin
- Brian Blessed ca Prince Vultan
- Peter Wyngarde ca General Klytus
- Mariangela Melato ca General Kala
- Richard O'Brien ca Fico
- John Hallam ca General Luro
- John Morton ca Airline pilot
- Robbie Coltrane ca Man at Airfield[5]
- William Hootkins ca Munson, Dr. Zarkov's assistant
- Leon Greene ca Colonel of Battle Control Room
- Tony Scannell ca Ming's officer
- Bogdan Kominowski ca a Lieutenant of Ming's Air Force
- George Harris ca Prince Thun
- John Osborne ca Arborian priest
- Deep Roy ca Fellini, Princess Aura's pet
- Peter Duncan ca Treeman
- Bob Goody ca Azurian Man